# Children of the Revolution
«Children of the Revolution» (с англ. — «Дети революции») — песня британской музыкальной группы T. Rex, написанная Марком Боланом. Композиция была выпущена в формате сингла в сентябре 1972 года.

## Список композиций
1. «Children of the Revolution» – 2:29
2. «Jitterbug Love» – 2:58
3. «Sunken Rags» – 2:53

## Отражение в культуре
- В честь этой песни был назван фильм "Дети революции".
- Композиция использовалась в фильме "Билли Эллиот"[4].
- Также песня используется в фильме "Завтрак на Плутоне", во время сцены танца[5].
- Песня была исполнена Боно (U2) для фильма "Мулен Руж!" (2001).
- Звучит в трейлере к игре "Fable III".
- Начальные аккорды также можно услышать в песне "Я мысленно вхожу в ваш кабинет" из "По волне моей памяти".
- Звучит в финальной сцене 8 серии первого сезона сериала "Легион" (2017).
- Звучит в фильме Кирилла Серебрянникова "Лето" (2018).
- Является главной музыкальной темой в 3 сезоне сериала "Британия" (2021).[источник не указан 1178 дней]

## Кавер-версии
На песню «Children of the Revolution» было создано множество кавер-версий. В числе исполнявших свою версию композиции — Боно, Элтон Джон, Scorpions, Патти Смит.